# Pero Milošević
Pero Milosevic (8 de octubre de 1961 en Cetiña, Montenegro) es un entrenador de balonmano.

## Trayectoria como entrenador
- 1998/1999: CB Budućnost, Yugoslavia (femenino)
- 1999-2002: CB Lovćen, Yugoslavia
- 2002/2003: CB Budućnost, Montenegro (femenino)
- 2002-2004: Selección Júnior de la antigua Serbia y Montenegro
- 2004/2005: Rayyan CD, Catar
- 2005/2006: SD Teucro, España
- 2006-2007: Algeciras BM, España
- 2007-?: ----------  (todavía no ha anunciado su origen, solo la salida del club del Campo de Gibraltar)
- 2014-2015: CH CSU Politehnica Timișoara, România

## Palmarés como entrenador
- Ligas Yugoslavas: 4
- Ligas de Catar: 1
- Miniligas: 1
- Copas Yugoslavas: 2
- Selección: Bronce Europeo Junior 2002.

## Palmarés como jugador
- Campeonatos de Yugoslavia: 7
- Copas Nacionales: 4
- Copas de Europa: 2

- Datos: Q6072765